# За Ветлугою-рікою
За Ветлугою-рікою — радянський художній телефільм 1986 року, знятий на кіностудії «Ленфільм».

## Сюжет
У село в пошуках музичного фольклору приїхав керівник ансамблю. Він почув рядок з невідомої пісні і доклав чималих зусиль, щоб з'ясувати її текст. Так відбулася його зустріч з Оленою, яка і була авторкою пісні…

## У ролях
- Яніна Лісовська — Олена
- Василь Міщенко — Олексій
- Марія Пастухова — бабуся Рина
- Ніна Русланова — Ксенія
- Яна Галіна — Світланка
- Анатолій Ромашин — Георгій Єгорович, керівник ансамблю
- Володимир Головін — помічник керівника ансамблю
- Наталія Оленіна — Лізка
- Віктор Бичков — Вітьок
- Юрій Гончаров — Михеїч
- Володимир Демидов — епізод
- Тетяна Захарова — продавчиня в сільмазі
- Галина Піменова — епізод
- Юрій Соловйов — Степан Матвійович, голова колгоспу

## Знімальна група
- Режисер — Сергій Лінков
- Сценарист — Радій Кушнерович
- Оператор — Костянтин Рижов
- Композитор — Станіслав Важов
- Художниця — Олена Фоміна